# Lange 21-cm-Kanone in 38-cm-Schießgerüst „Paris-Geschütz“

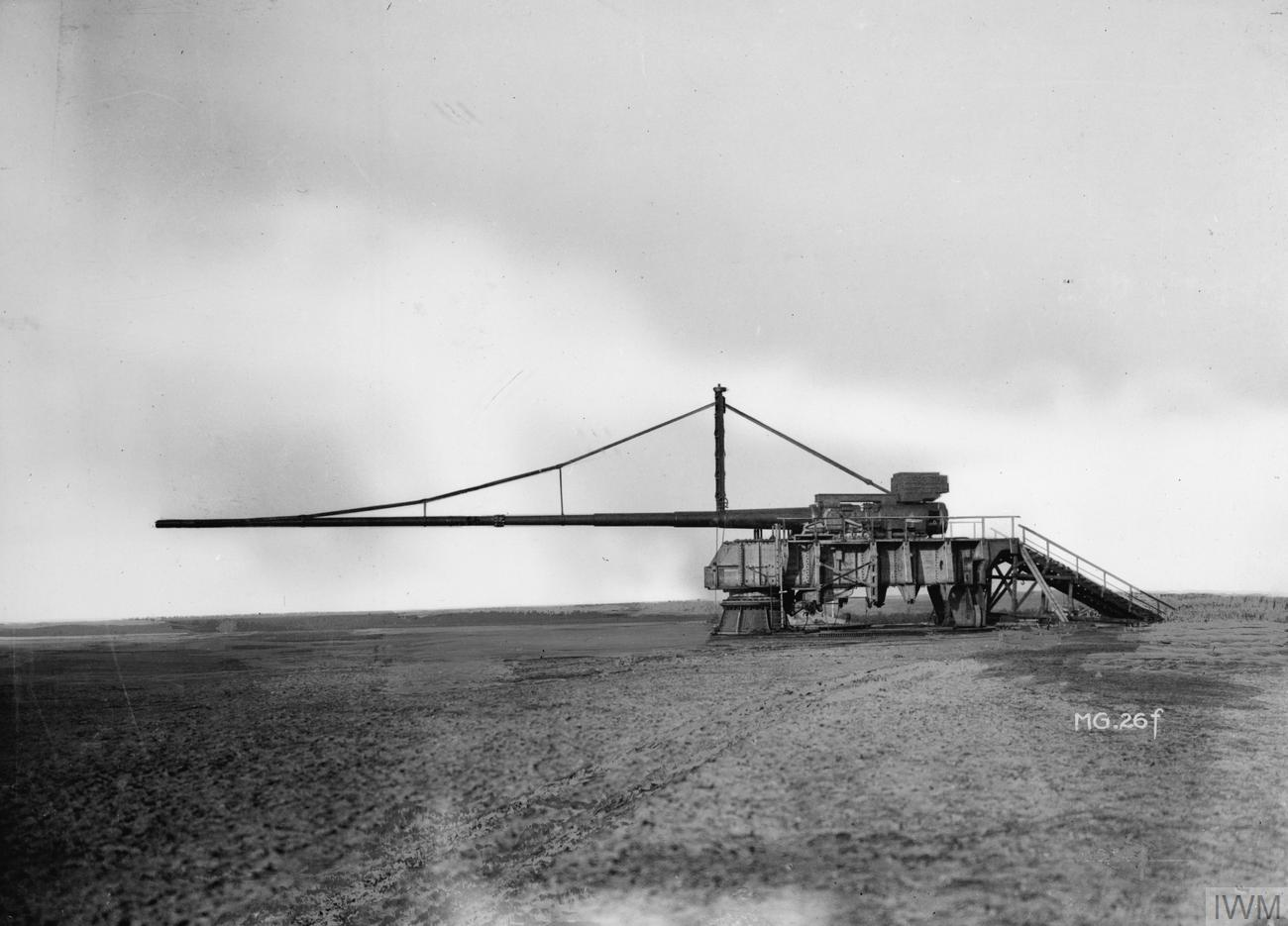
Paris-Geschütz, vermutlich 1917 auf dem Schießplatz Altenwalde aufgenommen

Unter dem Namen Paris-Geschütz wurde im Ersten Weltkrieg ein deutsches Fernkampfgeschütz der Firma Krupp vom Kaliber 21 cm bekannt. Es hatte eine außergewöhnliche Reichweite von etwa 130 Kilometern. Zwischen dem 23. März 1918 und dem 8. August 1918 feuerten drei, später zwei „Paris-Geschütze“ zusammen 206 Granaten auf Paris ab, dabei starben 256 Menschen, ausschließlich Zivilisten.

## Aufbau und Daten
Das Geschütz, das bis zu einem Winkel von 55º Höhe schießen konnte, hatte eine Rohrlänge von 37 Metern, d. h. von 176 Kalibern (L/176). Das Rohr war eine Konstruktion aus einem 17 m langen (Mantel-)Rohr mit 38 Zentimetern Innendurchmesser (vom Marinegeschütz 38-cm-SK L/45), in das ein 30 m langes gezogenes 21-cm-Rohr (Seelenrohr) eingesetzt wurde. Schließlich wurde noch ein 6 m langes glattes Rohr (die sogenannte „Tüte“) angefügt. Die überlange Konstruktion wurde durch ein charakteristisches hängebrückenartiges Spannwerk gegen Durchhängen geschützt. Dieses Geschützrohr wurde als „Kaiser-Wilhelm-Rohr“ bezeichnet. Es verschoss Sprenggranaten von 106 Kilogramm Masse (Sprengladung etwa 7 kg) mit einer ballistischen Haube und einer Mündungsgeschwindigkeit {\displaystyle v_{0}} von bis zu 1645 Metern pro Sekunde. Das Geschütz hatte eine Gesamtmasse von rund 140 Tonnen und wurde mit der Eisenbahn an den Einsatzort transportiert. Trotzdem war es aber kein Eisenbahngeschütz, sondern schoss aus stationären aber drehbaren sogenannten Bettungsschießgerüsten aus Stahl, die auf einem Betonsockel gelagert waren. Die drei verschiedenen Geschützstellungen lagen etwas abseits bestehender Eisenbahnstrecken jeweils in Deckung eines größeren Waldes. In die Stellung wurde ein mehrgleisiger Anschluss gebaut. Abseits der eigentlichen Stellung wurden Scheinstellungen gelegt, sogar mit Gleisanschluss.
Die Reichweite von circa 130 km beruhte auf einer ballistischen Besonderheit. Mit einem hohen Abgangswinkel von bis zu 55°, einer sehr starken Treibladung und dem überlangen Rohr konnte die Gipfelhöhe in den oberen Teil der Stratosphäre in etwa 38 bis 40 km Höhe gelegt werden. Dadurch flog das Geschoss lange durch sehr dünne Luftschichten, so dass die Flugbahn weitgehend der eines Schusses im luftleeren Raum glich. Alle anderen im Ersten Weltkrieg verwendeten Ferngeschütze erzielten eine Reichweite von „nur“ etwa 40 km.
Mit der Entwicklung der Paris-Geschütze wurde 1916 begonnen. Maßgeblich daran beteiligt war der Artillerie-Konstrukteur (Major) Fritz Rausenberger von der Firma Krupp, welcher bereits die „Dicke Bertha“ entworfen hatte. Die Entwicklung erfolgte auf dem Schießplatz der Firma Krupp nahe Meppen, der heutigen Wehrtechnischen Dienststelle 91. Da das Testgelände im Emsland zu klein war und durch eine Fehlberechnung bereits eine Granate im Wester-Moor bei Saterland außerhalb des Erprobungsgeländes einschlug, musste man auf den Schießplatz Altenwalde ausweichen, da man hier bis auf die offene Nordsee schießen konnte.
Am 20. November 1917 wurde das erste fertiggestellte Paris-Geschütz in Altenwalde bei Cuxhaven an der Nordsee mit westlicher Schussrichtung entlang den ostfriesischen Inseln erfolgreich getestet. Bis Anfang 1918 wurden zwei weitere Paris-Geschütze gebaut, die zusammen im Rahmen der deutschen Frühjahrsoffensive am 23. März 1918 erstmals aus der 1. Stellung, dem Wald von Saint-Gobain bei Crépy-en-Laonnois, eingesetzt wurden.
Die Geschosse erreichten eine Flughöhe von etwa 40 km und eine Flugzeit von 3 Minuten. Die mehrteilige Treibladung, bestehend aus einer Hülsenkartusche aus Messing mit Treibladung und zwei Teilladungen in seidenen Treibladungsbeuteln als sog. Vorkartusche, wog bis zu 196 kg. Um eine gleichmäßige Leistung zu erreichen, wurden die hochbrisanten Treibladungen aus Rohrpulver C/12 bei konstant 15 °C temperiert nahe der Geschützstellung gelagert. Während der etwa durchschnittlich 20 Minuten zwischen den Schüssen mussten der jeweils vergrößerte Ladungsraum ausgemessen, die Gasdruck-Messungen ausgewertet und zahlreiche Berechnungen ausgeführt werden. Neben den üblichen Einflüssen beim Artillerieschießen waren weitere bedeutende, bisher unbekannte Faktoren zu berücksichtigen. Die Schussweite von etwa 130 km, gemessen auf dem Umfangskreis der Erdkugel, verkürzte sich als Sehne betrachtet um etwa 800 Meter. Aufgrund der überlangen Geschossflugzeit war sogar die Drehung der Erdkugel während dieser Zeit bei den Schusswerten zu berechnen, sodass der Beschuss eigentlich ein Schießen mit Vorhalt auf ein sich bewegendes Ziel war.
Eine richtige Feuerleitung war aufgrund der Entfernung nicht möglich, dazu mussten andere Möglichkeiten gefunden werden. Die Lage der Einschläge soll unter anderem von deutschen Spionen in Paris beobachtet und weitergemeldet worden sein. Anfangs fanden sich auch Berichte in den Zeitungen der Stadt, die ins europäische Ausland geliefert und dort von deutschen Stellen ausgewertet wurden, so lange, bis die französische Zensur das unterbinden konnte. Hilfsweise wurde die Lage der Einschläge in Längsrichtung des Schießens über die Messung des Gasdruckes beim Schuss durch in den Ladungsraum eingelegte sogenannte „Kruppsche Mess-Eier“ (Kupfer-Stauchkörper) geschätzt.
Durch die enorme Abschussenergie der Treibladung mit einer Temperatur von 2.000 °C und einem Gasdruck bis zu 4.800 bar wurde das Geschützrohr beim Schießen regelrecht ausgezehrt. Bei jedem Schuss vergrößerte sich das Kaliber etwas, was mittels nummerierter Granaten mit entsprechend steigendem Durchmesser und einer ständigen Steigerung der Treibladung ausgeglichen werden musste. Beim Abschuss verbrannte der größte Teil der Messingkartusche. Auch die ersten Kupferführungsbänder zur Aufnahme des Dralls hielten der Temperatur und dem Druck nicht stand. Es mussten deshalb zusätzlich Drallnuten in die Stahlhülle der Granaten eingeschnitten werden, mit dem Ergebnis, dass auch davon die Geschützrohre vorzeitig verschlissen wurden. Die Granaten waren beim Laden mit den Nuten regelrecht in die Züge und Felder des Rohres „einzuschrauben“.
Die Nutzungsdauer eines Rohres aus der 1. Stellung lag bei etwa 65 Schuss. Nach dieser ersten Leistung mussten die Rohre dann jeweils bei Krupp in Essen auf Kaliber 22,4 und dann 23,8 cm weiter aufgebohrt werden. Durch das Aufbohren erweiterte sich das Rohrvolumen, und beim Abschuss sank der Gasdruck. Diese Rohre konnten nur noch aus der näher an Paris gelegenen 2. (Beaumont-en-Beine) und 3. Stellung (Bruyères-sur-Fère) eingesetzt werden. Insgesamt waren sieben Rohre vorhanden.
Nicht nur die Stellung, sondern auch der Abschuss selbst musste getarnt werden. Um die französische Schallmessortung zu erschweren, schossen abgestimmt gleichzeitig mit einem der Paris-Geschütze jeweils etwa 30 andere schwere deutsche Batterien aus benachbarten Stellungen. Geschossen wurde auch meist nur am Tage, da allein das riesige Mündungsfeuer nachts die Stellung verraten hätte. Der Beschuss wurde ebenfalls während französischer Fliegergefahr eingestellt. Die Paris-Batterie wurde durch ein Infanteriebataillon und zehn Fliegerabteilungen gesichert.

## Einsatz und Verbleib
Auch wenn in der Fachliteratur mitunter von „dem Paris-Geschütz“ geschrieben wird, wurden insgesamt drei derartige Geschütze eingesetzt. Durch die Treffer in Paris wurde der gewünschte psychische Effekt mit Verwirrung und Angst zunächst erzielt, der aber wegen der geringen Sprengladung der Granate und der erkennbar mangelnden Präzision der Feuerleitung nach kurzer Zeit verpuffte. Insgesamt wurden 256 Zivilisten getötet und 620 verwundet, davon allein 88 Tote und 68 Verwundete bei einem Treffer auf die Pariser Pfarrkirche Saint-Gervais-Saint-Protais während des Karfreitags-Gottesdienstes am 29. März 1918 nachmittags. Die deutsche Propaganda nutzte diese angeblichen Erfolge jedoch, um die Moral der Heimatfront zu stärken.

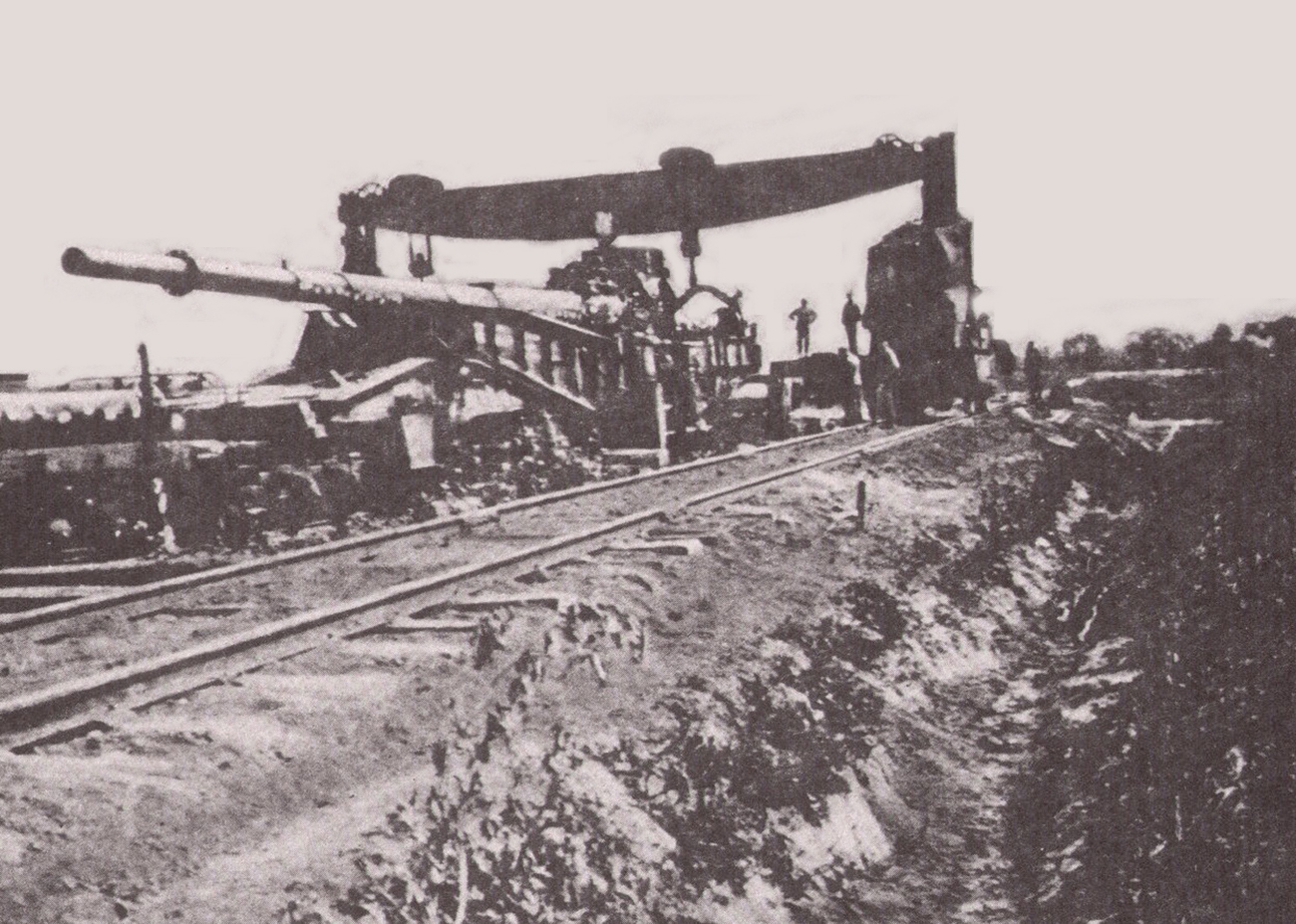
Montage eines Paris-Geschützes

Obwohl es eine Artillerieverwendung an Land war, lag die Bedienung in den Händen der Marine, da diese mit größeren Kalibern mehr Erfahrung besaß. Eine Geschützmannschaft bestand aus 60 bis 80 Marinesoldaten, zuzüglich einer Gruppe ziviler Ingenieure für Technik und Vermessung. Die Gesamtleitung des Schießens lag bei Vizeadmiral Maximilian Rogge. Auf deutscher Seite waren die Erwartungen so groß, dass am ersten Einsatztag sogar Kaiser Wilhelm II. die Stellung besuchte und das Schießen beobachtete.
Bereits in der 1. Stellung gab es am 25. März beim Abschuss eines der drei Geschütze einen Rohrkrepierer, wobei siebzehn Soldaten der Bedienungsmannschaft starben. Die verbliebenen Paris-Geschütze feuerten aus den drei verschiedenen Stellungen bis zum 8. August 1918, zuletzt wieder bei Beaumont-en-Beine, insgesamt 194 Schuss mit Kal. 20,93 cm und 12 Schuss mit Kal. 23,2 cm ab. 97 Granaten trafen Paris, 62 Stück die Vorstädte. Aufgrund der sich ständig verschlechternden militärischen Lage und des deutschen Rückzuges war das Ziel bald nicht mehr zu erreichen. Die zwei verbliebenen Geschütze wurden mit ihren Ersatzrohren von der Front zurückgezogen und verschrottet. Auch die Konstruktionspläne wurden von den Deutschen versteckt oder vernichtet. So ließ sich nach der Kapitulation trotz Suche bei Krupp für die Alliierten nicht mehr nachvollziehen, wie eine derartige Haubitze hätte gebaut werden können. Ein Relikt blieb die Betonbettung des ersten Geschützes in der Stellung bei Crépy-en-Laonnois. Ein weiteres Relikt findet sich am Ort der letzten Stellung im Wald von Chatel, nördlich von Château-Thierry. Hier wurde eine Metallbettung verwendet. Sie hinterließ ein im Wald bis heute erhaltenes kreisrundes Loch. Auch finden sich Reste von Erdarbeiten in Form von Wällen für die Schienenzuführung östlich des Loches im Wald in Richtung der vorhandenen Bahnlinie.

## Nachwirkung und spätere Entwicklungen
Die große Reichweite wurde später von keinem konventionellen Geschütz mit Einzelladungen wesentlich übertroffen. Nach dem Ersten Weltkrieg baute Frankreich eine etwa gleiche Haubitze, das Eisenbahn-Ferngeschütz Modell 23, mit Kaliber 21 cm, Reichweite 120 km, Geschossgewicht 108 kg und v0 1450 m/s. Im Zuge der Wiederaufrüstung gab die deutsche Wehrmacht dann die K 12 in Auftrag.
In den 1940er Jahren waren derartige Geschütze überholt, da ihr Einsatzzweck nun einfacher durch Luftangriffe erreichbar war. Die Gipfelhöhe des Parisgeschützes wurde erst von der V2 mit Raketentechnik übertroffen. Die Kanone V3 war ein weiterer Lösungsansatz, der mit Mehrfachladungen betrieben wurde. Eine späte Fortsetzung des überdimensionalen Geschützbaus fand sich in den sechziger Jahren im Projekt HARP des Kanadiers Gerald Bull. In den 1980er Jahren wurde im Irak das Projekt Babylon erprobt. Die Anlagen erzielten 1990 Test-Reichweiten über 200 Kilometer und Gipfelhöhen bis 62 Kilometer. Diese Geschütze wurden im November 1991 unter der Aufsicht von UN-Inspektoren zerstört.
Im 21. Jahrhundert wurden Reichweiten bis 100 Kilometer mit Vulcano-Munition mit Marinegeschützen oder in Waffensystemen wie der Panzerhaubitze 2000 realisiert.